# Ummanz
Ummanz (20 km² ca.) è un'isola tedesca sul Mar Baltico, appartenente al land Meclemburgo-Pomerania Anteriore (Mecklenburg-Vorpommern) e situata ad ovest dell'isola di Rügen (da cui è separata da un ponte, lungo appena 250 metri) e a sud-est dell'isola di Hiddensee.

Parte dell'isola fa parte del Nationalpark Vorpommersche Boddenlandschaft. Amministrativamente l'isola appartiene invece al comune omonimo del Circondario di Rügen, che comprende anche una porzione della costa occidentale dell'isola di Rügen.
Il centro principale dell'isola, chiamata anche Kranichinsel (= "Isola delle gru", con evidente riferimento alla presenza di questi volatili) è Waase, che è situata nella costa orientale ed è anche la prima città che si incontra provenendo da Rügen. Altri centri sono: Haide, Markow, Suhrendorf, Freesenort, Tankow e Wusse.

## Geografia
L'isola è separata dai territori circostanti dallo Schaproder Bodden (ad ovest e nord-ovest), dall'Udarser Wiek (a nord), dal Mare di Koselow (Koselower See, ad est) e dal Kubitzer Bodden (a sud).

## Storia
Dal 1341 l'isola entrò in possesso dell'Ospedale di Santo Spirito (Heiligengeisthospital) di Stralsund.
L'isola dovette anche sottostare al dominio svedese, terminato nel 1815.
Nel 1901 è stato costruito il ponte che collega la località di Waase, il centro principale dell'isola, a Rügen.

## Flora e fauna
Sull'isola si trovano ca. 100 specie diverse di uccelli. In totale, sono stati avvistati sull'isola ca. 100.000 volatili di grossa taglia.

## Da vedere

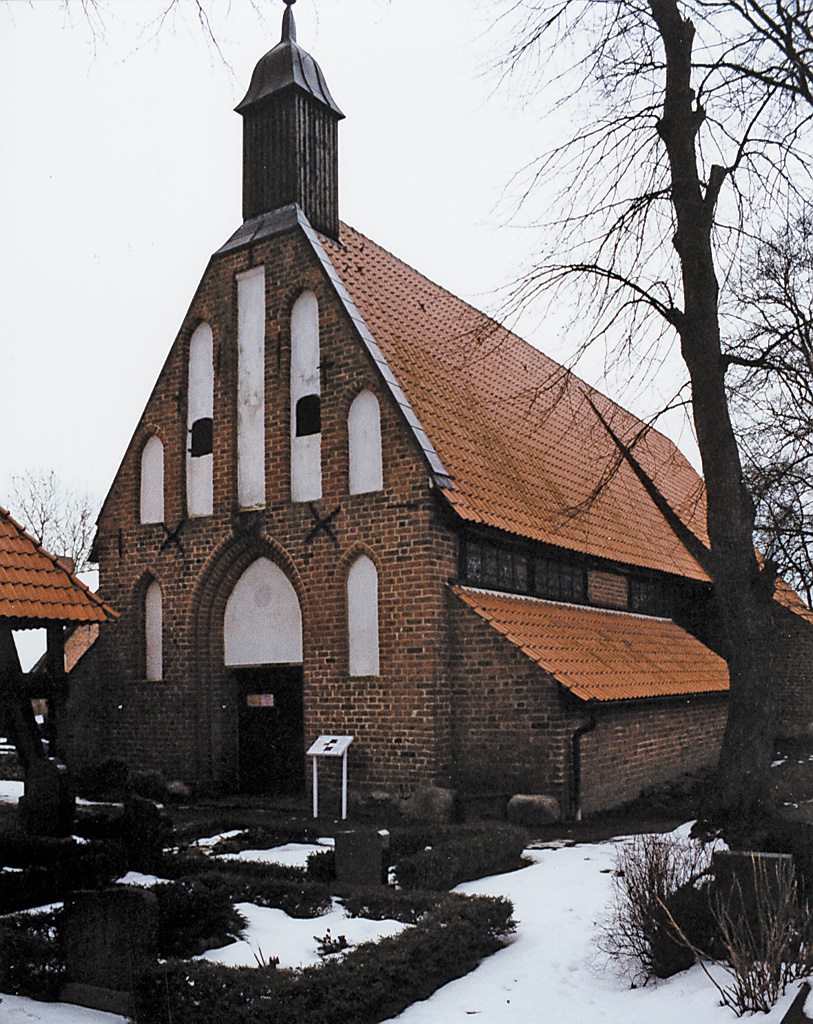
La Marienkirche di Waase

- A Waase: la chiesa di Santa Maria (Marienkirche), costruita nel XV secolo e ristrutturata nel XVII secolo, con un altare del 1520.[4]

## Feste ed eventi
A fine estate a Ummanz si svolge sin dal 1815, anno in cui terminò il dominio degli Svedesi, l'Ummanzer Tonnenabschlagen, durante il quale vengono frantumati barili di aringhe.